# The Breakfast Club
The Breakfast Club, auch Breakfast Club – Der Frühstücksclub, ist ein Jugendfilm von John Hughes aus dem Jahr 1985. Die Hauptdarsteller wurden dem Brat Pack zugerechnet und galten als hoffnungsvolle Talente ihrer Generation. The Breakfast Club war bei Kritikern und Publikum ein großer Erfolg und zeigte sich als einflussreich für das Genre des Teenagerfilms. 2016 fand er Aufnahme in das National Film Registry.

## Handlung
An der Shermer Highschool in Illinois treffen am Samstagmorgen, 24. März 1984, fünf völlig unterschiedliche Schüler beim Nachsitzen aufeinander. Sie wissen wenig voneinander, glauben aber, mit den jeweils anderen wenig bis gar nichts gemeinsam zu haben: 
- der nerdige Streber Brian Johnson
- der Rebell John Bender aus gewalttätigem Elternhaus
- das Sport-Ass Andrew, ein muskelbepackter Highschool-Held
- Claire, die „Prinzessin“ aus reichem Haus
- die schwarz gekleidete Außenseiterin Allison

Die Jugendlichen müssen acht Stunden lang in der Schulbibliothek einen Aufsatz darüber schreiben, wer sie sind. Beaufsichtigt werden sie vom bemüht autoritären, leicht zu provozierenden stellvertretenden Schuldirektor Richard Vernon, der John wegen dessen aufmüpfigen Verhaltens zeitweise in einen Abstellraum sperrt, aus dem dieser aber später wieder entkommen kann.
Während zu Beginn des Nachsitzens die Unterschiede zwischen den Charakteren sichtbar werden und die fünf sich voneinander distanziert zeigen, kommen sie sich durch Provokation, Streit und Streiche allmählich näher. Gelockert durch mehrere Joints, reden die fünf Teenager über ihre Probleme, Ängste und Sehnsüchte. Dabei werden sie mit ihren eigenen Vorurteilen und Zwängen konfrontiert, bis sie das Gegenüber schätzen lernen. Alle finden sich vereint in ihren Ängsten und ihrer verzweifelten Suche nach Individualität, und unter ihren Selbstgeständnissen finden sie langsam neue Seiten an sich.
Alle fünf sind Opfer der engstirnigen Erwartungen ihrer Umwelt: Der einerseits für seine Freiheit beneidete, zugleich verachtete John ist das tragische Produkt eines primitiven Elternhauses, er ist wegen seiner Provokationen samstags regelmäßiger Gast beim Nachsitzen. Die beliebte Claire muss nachsitzen, da sie mit ihren Freundinnen während der Schulzeit zum Shoppen gegangen ist, und gesteht ihre Verzweiflung über den sie beherrschenden Gruppenzwang. Der Streber Brian und der Ringer Andrew leiden unter dem Erwartungsdruck ihrer Eltern: Wegen einer schlechten Note in Werken überlegte Brian sich umzubringen, weshalb er eine Leuchtpistole in seinem Spind aufbewahrt, die aber ausgelöst wurde und ihm das Nachsitzen einbrachte. Andrew erhielt die Strafe, da er die Haare eines schwächeren Jungen ohne Grund mit Tapeverband zusammenklebte, was er als Folge seiner eigenen Meinungslosigkeit sieht. Die Persönlichkeit der einsamen Allison wird von ihren Eltern und Mitschülern nicht anerkannt – sie hatte einfach nichts Besseres vor und erschien daher zum Nachsitzen.
Während sich zwischen John und Claire sowie Andrew und Allison zarte Liebesbande bilden, verfasst Brian einen gemeinsamen Aufsatz für sie alle. In diesem schreibt Brian an Mr. Vernon, dass dieser sich durch Stereotypen und Kategorisierungen schon festgelegt habe, wer sie seien: ein Streber, ein Sportler, eine Außenseiterin, eine Prinzessin und ein Freak. „Wir halten Sie für verrückt, uns einen Aufsatz darüber schreiben zu lassen, wer wir sind. Was interessiert Sie das? Sie sehen uns, wie sie uns sehen wollen.“ Es wird betont, dass Vernon sie nicht auf eine Facette reduzieren kann, sondern dass jeder von ihnen etwas vom anderen in sich hat. Ob die gegenseitige Empathie den folgenden Montag überdauern wird, bleibt jedoch ungewiss.

## Hintergrund

### Entstehungsgeschichte

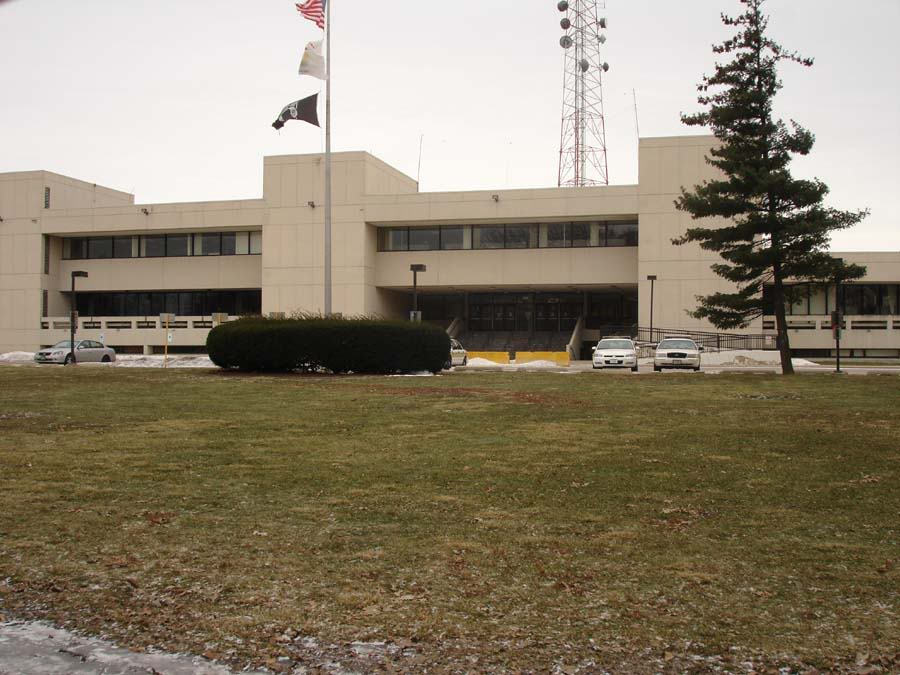
Ehemalige Maine North High School, Drehort des Films

John Hughes hatte sich Anfang der 1980er-Jahre als Drehbuchautor von erfolgreichen Filmkomödien bereits einen Namen gemacht. Das Drehbuch zu The Breakfast Club schrieb er großteils innerhalb von nur zwei Tagen. Die Idee für den Filmtitel erhielt er durch die in seiner Nähe befindliche New Trier High School in Winnetka, wo sich zunächst umgangssprachlich und spätestens ab den 1970ern offiziell der Name „Breakfast Club“ für das Nachsitzen am Samstagmorgen durchsetzte. Als Hughes selbst Regie führen wollte und Filmproduzenten sein Drehbuch zu The Breakfast Club anbot, waren diese zunächst skeptisch und zweifelten wegen Hughes’ mangelnder Erfahrung als Filmregisseur.
Schließlich schrieb und drehte Hughes zunächst mit Das darf man nur als Erwachsener (Sixteen Candles, 1984) eine andere Teenager-Komödie, die sich beim Publikum und den meisten Kritikern als Erfolg erwies. Anschließend wandte er sich wieder dem ursprünglichen Filmprojekt The Breakfast Club zu. Er bekam schließlich das Geld von den Produzenten zusammen, auch weil das letztliche Filmbudget mit rund einer Million US-Dollar vergleichsweise niedrig war. Somit galt das finanzielle Risiko, selbst wenn der Film ein Misserfolg werden würde, als gering. Zudem wurde an nur einem Handlungsort mit einer Handvoll Schauspieler gedreht, was die Dreharbeiten laut Produzent Andy Meyer vereinfachte.
Die Bücherei, in der der Hauptteil des Films spielt, wurde in der Turnhalle der 1981 geschlossenen Maine North High School in Des Plaines speziell für den Film gebaut. Im selben Gebäude entstanden auch einige Szenen für den John-Hughes-Film Ferris macht blau (Ferris Bueller’s Day Off), der ein Jahr später erschien. Heute befindet sich dort eine Polizeistation.
Die Originalfassung des Films hatte eine Laufzeit von 150 Minuten. Er wurde auf die heutigen 97 Minuten heruntergekürzt, teilweise nach Entscheidung von John Hughes, teilweise wegen des Drucks von Universal Pictures, der Vertriebsfirma, die nicht an das Potenzial des Films glaubte. Die Produzenten von Universal zeigten sich nervös über die Ernsthaftigkeit des Films und insbesondere die 12-minütige Szene gegen Ende des Films, in der die Teenager gegenseitig über ihre Probleme sprechen. Die Zuschauer bei den Test-Vorführungen reagierten auf diese Szenen aber besonders positiv, weshalb sie letztlich drinblieben. Später zerstörte Universal Pictures alle Negative der geschnittenen Szenen. In einem Interview sagte der 2009 verstorbene John Hughes, dass einzig er allein noch eine vollständige Version besitze. Seit seinem Tod im Jahr 2009 soll die Fassung im Besitz von Hughes’ Familie sein, bisher ist aber keine Veröffentlichung geplant.

### Schauspieler
In den jugendlichen Hauptrollen besetzte Hughes Schauspieler des sogenannten „Brat Packs“, die dem Publikum schon zum großen Teil bekannt waren. Anthony Michael Hall und Molly Ringwald hatten bereits ein Jahr zuvor unter Hughes’ Regie in Das darf man nur als Erwachsener gespielt; Emilio Estevez, Judd Nelson und Ally Sheedy spielten ebenfalls 1985 gemeinsam in St. Elmo’s Fire unter Regie von Joel Schumacher. Im Kampf um die Rolle des John Bender konnte sich Judd Nelson unter anderem gegen Nicolas Cage und John Cusack durchsetzen, die ebenfalls Interesse bekundet hatten. Bei den Dreharbeiten kam es zu Streitereien zwischen Regisseur Hughes und Nelson, da dieser laut Molly Ringwald auch zwischen den einzelnen Einstellungen in seiner Rolle des Bender blieb – in der klassischen Tradition des Method Acting – und ständig provozierte. Zu einem Zeitpunkt wollte Hughes bereits Nelson feuern, doch die anderen Schauspieler redeten es dem Regisseur aus.
Paul Gleason wurde in der Rolle des Lehrers Mr. Vernon besetzt, weil Hughes an dessen Darstellung eines humorlosen, kriminellen Handlangers in Die Glücksritter (Trading Places, 1983) Gefallen gefunden hatte. Für die Rolle des Hausmeisters Carl war zunächst der bekannte Komiker Rick Moranis vorgesehen, doch es gab Differenzen bei der Rolleninterpretation, da Moranis den Hausmeister als exzentrischen Russen mit goldenen Zähnen spielen wollte. Hughes empfand diese Ideen als störend für die Atmosphäre des Films und ersetzte ihn durch John Kapelos. In den Schlussszenen übernimmt Hughes einen kleinen Cameo-Auftritt als Brians Vater, der im Wagen auf seinen Sohn wartet.

### Soundtrack
Obwohl die schottische Band Simple Minds den Song zunächst nicht einspielen wollten, hatten sie mit dem im Film vorkommenden Song Don’t You (Forget About Me) einen ihrer größten Hits. Er erreichte Spitzenpositionen in den Charts vieler Länder. Nachdem die Simple Minds die Aufnahme zunächst ablehnten, bot man den Song The Fixx, Bryan Ferry und Billy Idol an, die jedoch auch allesamt ablehnten. Schließlich wurde  der Song abermals den Simple Minds angeboten, die der Aufnahme jetzt zustimmten. Am 19. Februar 1985, vier Tage nach dem Kinostart des Films, erschien der offizielle Film-Soundtrack bei A&M Records. Das Album mit insgesamt zehn Liedern konnte sich bis auf Platz 17 der amerikanischen Billboard 200 vorkämpfen.
1. „Don’t You (Forget About Me)“ – Simple Minds
2. „Waiting“ – Elizabeth Daily
3. „Fire in the Twilight“ – Wang Chung
4. „I’m the Dude“ (Instrumental) – Keith Forsey
5. „Heart Too Hot to Hold“ – Jesse Johnson und Stephanie Spruill
6. „Dream Montage“ (Instrumental) – Gary Chang
7. „We Are Not Alone“ (Instrumental) – Karla DeVito
8. „Reggae“ (Instrumental) – Keith Forsey
9. „Didn’t I Tell You?“ – Joyce Kennedy
10. „Love Theme“ (Instrumental) – Keith Forsey

### Einflüsse und Parodien
Der Satz „Eat my shorts“ wird in der englischsprachigen Version des Films genutzt und wurde von Matt Groening auf Bart Simpson übertragen. Zudem hat Groening die Figur Bender aus Futurama nach John Bender benannt. Häufig wird auch berichtet, dass die Figur des Schuldirektors Mr. Skinner aus den Simpsons auf der Figur des Lehrers Richard Vernon basiert.
In der Filmparodie Nicht noch ein Teenie-Film! (Not Another Teen Movie, 2001), die unter anderem auch diesen Film persifliert, spielte Paul Gleason seine Rolle als Mr. Vernon erneut. Die Fernsehserie Victorious (Staffel 3, Folge 2) machte 2012 eine Adaption des Films. Die Folge heißt The Breakfast Bunch. Auch die Fernsehserie Faking It machte 2015 eine Adaption des Films. Die Folge heißt Boiling Point. Der Albumtitel Du und wieviel von deinen Freunden der Hamburger Band Kettcar ist einem Dialog zwischen John Bender und Andrew entlehnt. Der Song Frühstücksclub der toten Dichter aus dem Album Kompass ohne Norden des Berliner Rappers Prinz Pi basiert auf den Charakteren des Films.
In der NCIS-Folge Bad Boy (Staffel 14, Folge 2) ermittelt das Team um Leroy Gibbs gegen eine Bande von Dieben, die sich 15 Jahre zuvor beim Nachsitzen an der Highschool kennen gelernt und dabei auch die Idee zur gemeinsamen kriminellen Tätigkeit hatten. Die Zusammensetzung der Bande entspricht genau jenen fünf Charakteren, die im Frühstücksclub nachsitzen mussten. John Kapelos hat zudem einen Gastauftritt als Highschool-Rektor.
Im Film Pitch Perfect aus dem Jahr 2012 freundet sich die Schülerin Beca mit Jesse an, der den Breakfast Club mehrfach erwähnt. Das Ende des Films mit dem Titelsong wird gezeigt, und der Song wird bei einem A-capella-Finale als Mashup gespielt.

## Synchronisation
Die Synchronfassung entstand zur deutschen Kinopremiere des Films im Jahr 1985.
| Rolle                                     | Darsteller           | Synchronsprecher |
| ----------------------------------------- | -------------------- | ---------------- |
| John Bender                               | Judd Nelson          | Benjamin Völz    |
| Claire Standish                           | Molly Ringwald       | Judith Brandt    |
| Allison Reynolds                          | Ally Sheedy          | Melanie Pukaß    |
| Andrew Clark                              | Emilio Estevez       | Oliver Rohrbeck  |
| Brian Johnson                             | Anthony Michael Hall | Santiago Ziesmer |
| Richard Vernon (stellvertretender Rektor) | Paul Gleason         | Harald Leipnitz  |
| Carl (Hausmeister)                        | John Kapelos         | Lutz Riedel      |
| Andrews Vater                             | Ron Dean             | Alexander Herzog |
| Brians Mutter                             | Mercedes Hall        | Sigrid Lagemann  |
| Claires Vater                             | Tim Gamble           | Hans Nitschke    |

## Rezeption
The Breakfast Club startete am 15. Februar 1985 in den amerikanischen Kinos, in den westdeutschen Kinos am 5. Juli 1985. Er wurde zu einem Überraschungserfolg und spielte an den Kinokassen 51,5 Millionen US-Dollar ein, was bei dem bescheidenen Budget von rund einer Million US-Dollar einen satten Gewinn bedeutete. Er wird von den meisten Kritikern bis heute positiv beurteilt und zeigte sich als stilbildend für das Genre des Jugendfilms in den USA. Beim US-amerikanischen Kritikerportal Rotten Tomatoes besitzt der Film beispielsweise eine positive Wertung von 88 Prozent. Entertainment Weekly wählte ihn 2010 zum „besten Highschool-Film aller Zeiten“.
Der Filmdienst schrieb, der „einfühlsam gestaltete Film“ fessele durch „psychologische Relevanz und ausgezeichnete junge Darsteller.“ Hughes lasse sich nicht vom „Bild einer ‚ausgeflippten No-Future-Generation‘ täuschen, er zeigt, wie in jedem der Heranwachsenden Kreativität und Einfühlungsvermögen stecken. Wenn aus dem ‚Breakfast-Club‘ auch manchmal ein Quasselclub wird, liegt die Spannung des Films in der Veränderlichkeit seiner Charaktere. Man kann eben auch Filme über Jugendliche drehen, ohne in belehrende oder schicke Attitüden zu verfallen. Wenn die Fünf mit ihrer Sensibilität auch nicht repräsentativ sind, entlarvt ihre Verletzbarkeit doch ein Schulsystem, das für Talente keinen Platz läßt.“
Der Fischer Film Almanach 1986 beschrieb den Film als „ein sensibles, unterhaltsames Psychogramm der amerikanischen Gesellschaft“ und bescheinigte ihm „[i]m Vergleich zu der Vielzahl der High-School-Filme eine überdurchschnittliche Leistung von John Hughes und seinem jungen Darstellerteam“.
Bei zelluloid.de schrieb Alexander Jachmann im Jahr 1997, es sei „mehr als nur eine normale Teenagerkomödie“, auch wenn die Teenager am Ende wie üblich siegreich seien. Der Film rufe „zur Toleranz gegenüber Menschen auf, die anders sind als man selbst, oder besser: die anders sind als das Idealbild des gesellschaftlichen Umfelds der einzelnen Charaktere. Die Personen sind so unterschiedlich, sich aber in den Grundzügen ihres Wesens trotzdem sehr ähnlich.“ Hughes schaffe es, die Jugendlichen über ihre Probleme reden zu lassen, ohne dass es auch nur ein einziges Mal gekünstelt oder schmalzig wirke. Ebenfalls bei zelluloid.de war Bernard Escher im Jahr 2007 dieser Meinung: „Der Breakfast Club ist ein schönes Beispiel dafür, wie man einen Teeniefilm ohne ernüchterndes Ende machen kann, es geht aus wie man es erwartet, ganz so ist es trotzdem nicht.“ Spätere Teenager-Komödien seien zwar von Breakfast Club geprägt, „nur richtig gut nachmachen konnte es keiner.“

## Auszeichnungen
Die Hauptdarsteller des Filmes erhielten retrospektiv einen Ehrenpreis bei den MTV Movie Awards 2005. 2016 wurde The Breakfast Club in das National Film Registry als „geschichtlich, kulturell oder ästhetisch signifikant“ aufgenommen.

## Belege
1. 1 2  Breakfast Club – Der Frühstücksclub. In: Deutsche Synchronkartei. Abgerufen am 23. Dezember 2015.
2. ↑  The Breakfast Club: Smells Like Teen Realness. In: The Criterion Collection. (Online [abgerufen am 10. Februar 2018]).
3. ↑  Dispatches From Shermer, Illinois. In: The Airship. (Online [abgerufen am 24. September 2018]).
4. ↑  She Won’t Forget About Him: Molly Ringwald Remembers John Hughes. Artikel in der New York Times vom 17. September 2010.
5. 1 2  Interview mit Andy Meyer.
6. ↑   You Won’t Be Seeing These Alternate Editions Anytime Soon: 15 Director’s Cuts That Remain Unreleased (Memento des Originals vom 3. Januar 2017 im Internet Archive)  Info: Der Archivlink wurde automatisch eingesetzt und noch nicht geprüft. Bitte prüfe Original- und Archivlink gemäß Anleitung und entferne dann diesen Hinweis.
7. ↑  „The Breakfast Club“ bei Filmspectrum
8. ↑  She Won’t Forget About Him: Molly Ringwald Remembers John Hughes, Artikel in der New York Times vom 17. September 2010
9. ↑  How the Female Stars of The Breakfast Club Fought to Remove a Sexist Scene, and Won; Artikel im Vanity Fair
10. ↑  Andrew Unterberger: Slow Change May Pull Us Apart: The Oral History of Simple Minds’ ‘Don’t You (Forget About Me). In: SPIN. Next Management Partners, 24. Februar 2015, abgerufen am 16. Februar 2024 (englisch).
11. ↑  Rolling Stone: Readers’ Poll: The 10 Best Soundtrack Songs. In: Rolling Stone. 28. Februar 2013 (Online [abgerufen am 24. September 2018]).
12. ↑  Robert Schnakenberg: Sci-Fi Baby Names: 500 Out-of-this-world Baby Names from Anakin to Zardoz. Quirk Books, 2007, ISBN 978-1-59474-161-6, Intellectual Names, S. 119.
13. ↑  Nachruf im Independent
14. ↑  Johannes Wächter: Prinz Pi im Interview: „Indirock ist dumm“. In: sueddeutsche.de. Süddeutsche Zeitung, 28. April 2013, archiviert vom Original (nicht mehr online verfügbar) am 24. Januar 2015; abgerufen am 24. Januar 2015.  Info: Der Archivlink wurde automatisch eingesetzt und noch nicht geprüft. Bitte prüfe Original- und Archivlink gemäß Anleitung und entferne dann diesen Hinweis.
15. ↑  imfernsehen GmbH & Co. KG: fernsehserien.de – Episodenführer, Spoiler, TV-Serien-Infos. Abgerufen am 28. Januar 2017.
16. ↑  The Breakfast Club. In: Deutsche Synchronkartei. Abgerufen am 17. Juli 2017.
17. ↑  Breakfast Club bei Box Office Mojo.
18. ↑  The Breakfast Club. In: Rotten Tomatoes. Fandango, abgerufen am 6. April 2021 (englisch).
19. ↑  Entertainment Weeklys Liste der Besten High-School-Filme.
20. ↑  The Breakfast Club. In: Lexikon des internationalen Films. Filmdienst, abgerufen am 24. September 2017.
21. ↑  Kölnische Rundschau, zitiert nach dem Lexikon des internationalen Films.
22. ↑  Walter Schobert, Horst Schäfer (Hrsg.): Fischer Film Almanach 1986. Filme, Festivals, Tendenzen. Unter Mitarbeit von Albert Schwarzer, Wolfgang Schwarzer, Eberhard Spieß und Paul Werner. Mit Beiträgen von Dietrich Kuhlbrodt und Kraft Wetzel (= Fischer Cinema). Fischer Taschenbuch Verlag, Frankfurt am Main 1986, ISBN 3-596-24464-1, The Breakfast Club – Der Frühstücksclub, S. 34.
23. ↑  Alexander „Heinz“ Jachmann: The Breakfast Club. In: Zelluloid.de. 17. Juli 1997, archiviert vom Original am 24. September 2017; abgerufen am 30. September 2018.
24. ↑  Bernhard Escher: The Breakfast Club. In: Zelluloid.de. 29. August 2007, archiviert vom Original am 25. September 2017; abgerufen am 30. September 2018 (Filmkritik).
25. ↑  Complete National Film Registry Listing. (Online [abgerufen am 24. September 2018]).

Das darf man nur als Erwachsener |
The Breakfast Club |
L.I.S.A. – Der helle Wahnsinn |
Ferris macht blau |
Ein Ticket für Zwei |
She’s Having a Baby |
Allein mit Onkel Buck |
Curly Sue – Ein Lockenkopf sorgt für Wirbel